# Hermann Andreae
Georg Achill Hermann Andreae (* 13. März 1846 in Frankfurt am Main; † 2. Oktober 1925 ebenda) war ein deutscher Bankier.

## Leben
Hermann Andreae entstammte einer Frankfurter Bankiersfamilie und war der Sohn des Frankfurter Bankiers Johann Carl August Andreae-Goll (1816–1889, Teilhaber des Bankhauses Johann Goll & Söhne und Mitbegründer der Frankfurter Bank) und dessen Ehefrau Johanna Magdalene Aemilie Goll (1819–1903).
Seine Brüder Heinrich (1839–1873), Rudolf (1844–1913), Richard (1848–1921) und Victor (1853–1929) waren später im Bankgeschäft tätig und mit Töchtern aus der Bankiersfamilie Andreae verheiratet. Oscar (1841–1916) wurde Kaufmann und Willy (1858–1894) Ingenieur.
1871 schloss Hermann mit Sofie Friederike Antonie Andreae (1848–1927), Tochter des Bankiers Achilles Andreae (1820–1888) und der Marie Auguste Schmidt-Polex (1825–1857) die Ehe, die die Töchter Sofie (⚭ Graf von Üxküll) und Elisabeth (⚭von Schmeling) hervorbrachte.
Nach seiner Schul- und Berufsausbildung erlernte er den Beruf des Bankkaufmanns und sammelte seine ersten Berufserfahrungen beim Bankhaus Andreae, Metzler & Wachter in Paris. Nach seiner Rückkehr in die Heimat wurde er zunächst Direktor des Frankfurter Bankvereins, dessen Gründung auf die Initiative von Adelbert Delbrück zurückgeht. Sie war die erste von zwölf gegründeten Frankfurter Banken.
In den Jahren von 1873 bis 1912 war er Direktor der Frankfurter Bank und von 1912 an deren Aufsichtsratsvorsitzender.
Andreae war Mitglied im Aufsichtsrat der Frankfurter Hypothekenbank AG, die 1862 gegründet wurde.
Er war kommunalpolitisch engagiert und vom Jahresbeginn 1881 bis Oktober 1882 Mitglied der Frankfurter Stadtverordnetenversammlung.